# Maison du Moulin à vent
La « Maison du Moulin à vent » (néerlandais: De Windmolen) est une des sept maisons de « style baroque classicisant » qui constituent ensemble la « Maison des Ducs de Brabant »  située sur le côté est de la Grand-Place de Bruxelles en Belgique.
Située entre la « Maison de la Fortune » et la « Maison du Pot d'étain », elle occupe le no 16 de la Grand-Place.
Elle fut la maison de la corporation des meuniers.

## Historique

### Construction et restaurations
« Le Moulin à vent » appartenait à la ville avant le bombardement de Bruxelles par les troupes françaises de Louis XIV commandées par le maréchal de Villeroy en août 1695.
Après ce bombardement, elle est vendue en 1696 par la ville à la corporation des meuniers pour financer la reconstruction de l'Hôtel de Ville.
La façade monumentale de la « Maison des Ducs de Brabant », dans laquelle la maison est intégrée, est dessinée vers 1697-1698 par Guillaume de Bruyn, architecte de la ville de Bruxelles, après la destruction des maisons de la Grand-Place lors du bombardement de Bruxelles par les troupes françaises commandées par le maréchal de Villeroy en août 1695.
En 1770, le couronnement de la façade de la « Maison des Ducs de Brabant » est profondément modifié par Laurent-Benoît Dewez,, le grand nom de l'architecture néo-classique en Belgique.
L'ensemble est restauré par l'architecte de la ville de Bruxelles Victor Jamaer entre 1881 et 1890 et à nouveau en 1990.
Pour l'historique complet, le lecteur pourra se référer à l'article détaillé consacré à la Maison des Ducs de Brabant :

Outils de la corporation des meuniers
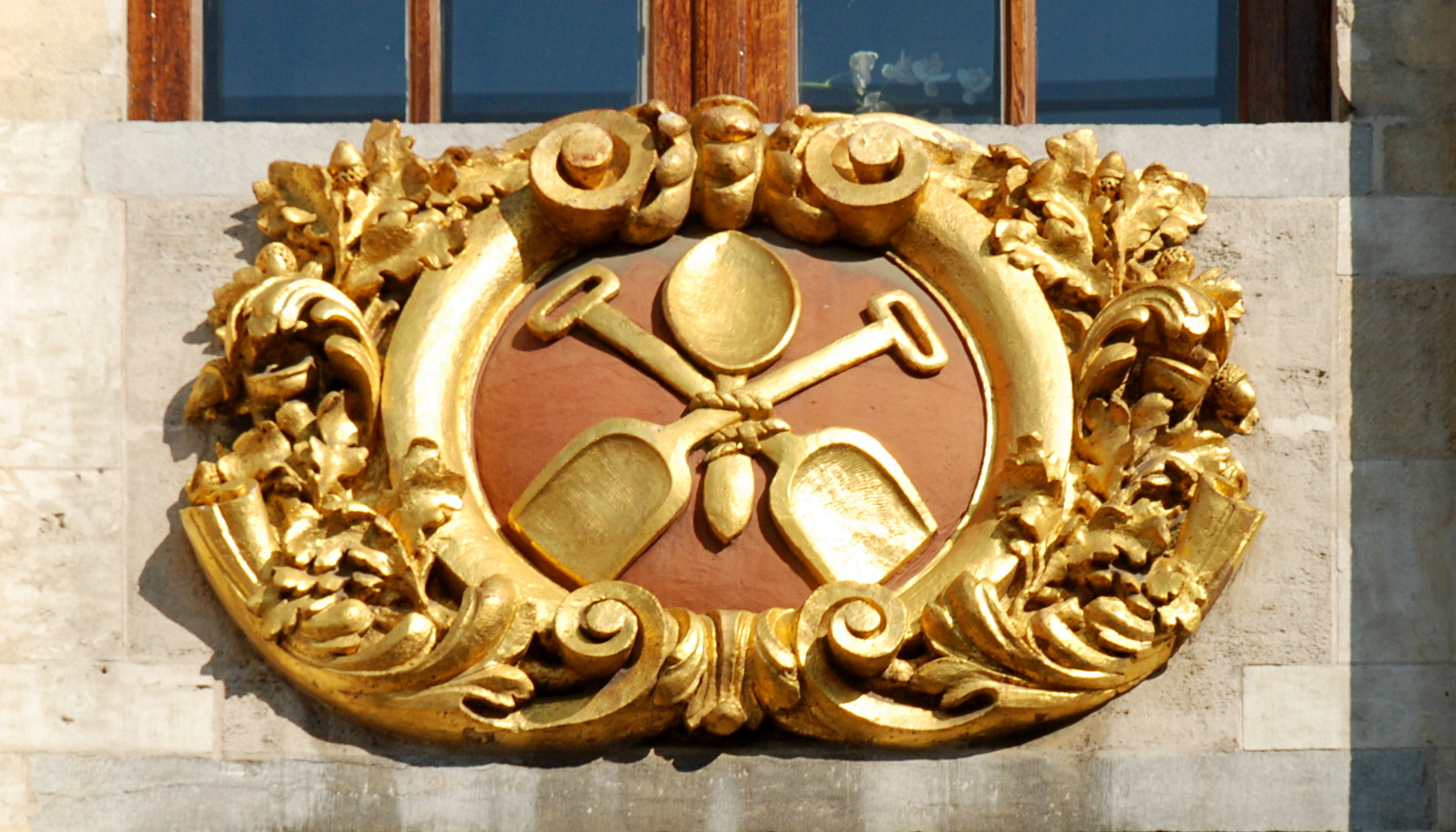
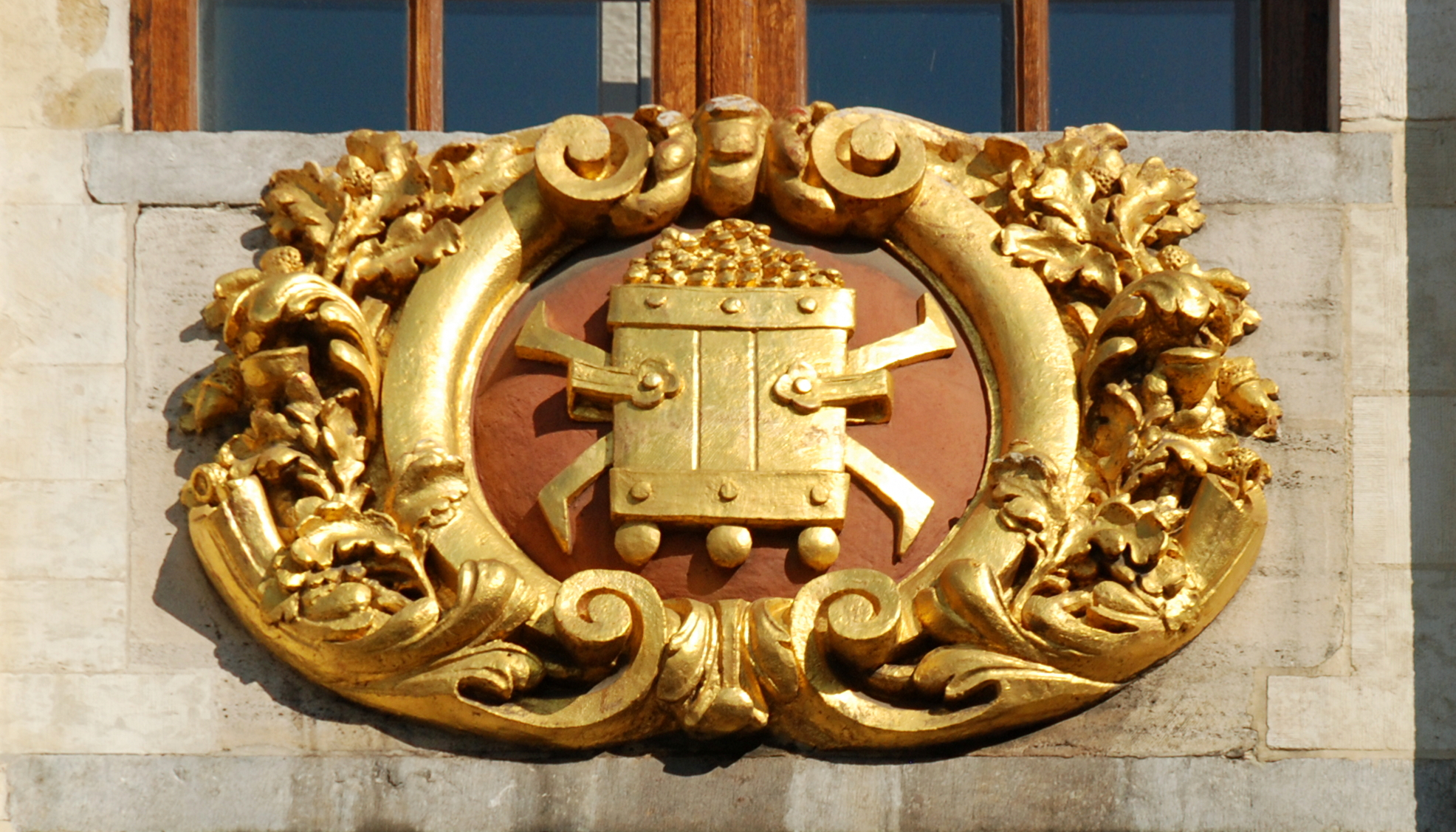

### Exil de Victor Hugo
Sous le Second Empire, à cause de son opposition à Napoléon III, le célèbre écrivain et poète français Victor Hugo doit s'exiler à Bruxelles. Fuyant le coup d'État du 2 décembre 1851 par lequel Napoléon III met fin à la Deuxième République,Victor Hugo prend le train pour Bruxelles où il arrive le 12 décembre.
« Le 5 janvier il s'installe au 16 de la Grande Place à Bruxelles, dans une chambre qu'il qualifie de halle immense, avec trois fenêtres qui ont vue sur cette magnifique place de l'hôtel de ville ».
Il reste environ un mois dans la Maison du Moulin à vent pour s'installer ensuite le 1er février 1852 au no 26-27 de la Grande-Place, dans la Maison du Pigeon : « Deux chambres, dont une a du feu. Son nouvel appartement est situé au dessus du bureau de tabac de Mme Cébère qui se proclamait "mères des proscrits" ». Il reste 6 mois dans la Maison du Pigeon avant de quitter la Belgique pour Londres le 1er août 1852 car, après avoir publié son violent pamphlet contre l'Empereur intitulé Napoléon le petit, il est invité à quitter la Belgique : il gagne Londres puis les îles anglo-normandes où il poursuit son exil durant dix-huit ans.

## Classement
Les façades et les toitures de toutes les maisons qui bordent la Grand-Place font l'objet d'un classement au titre des monuments historiques en tant qu'ensemble depuis le 19 avril 1977 sous la référence globale 2043-0065/0.
Le classement a été étendu à d'autres parties du bâtiment le 7 novembre 2002, sous la référence 2043-0065/016.

## Architecture
La « Maison du Moulin à vent », édifiée en pierre de taille, présente une façade de trois travées et de trois niveaux plus un entresol.
Elle est intégrée avec la « Maison du Pot d'étain » sous le grand fronton cintré central au tympan sculpté.

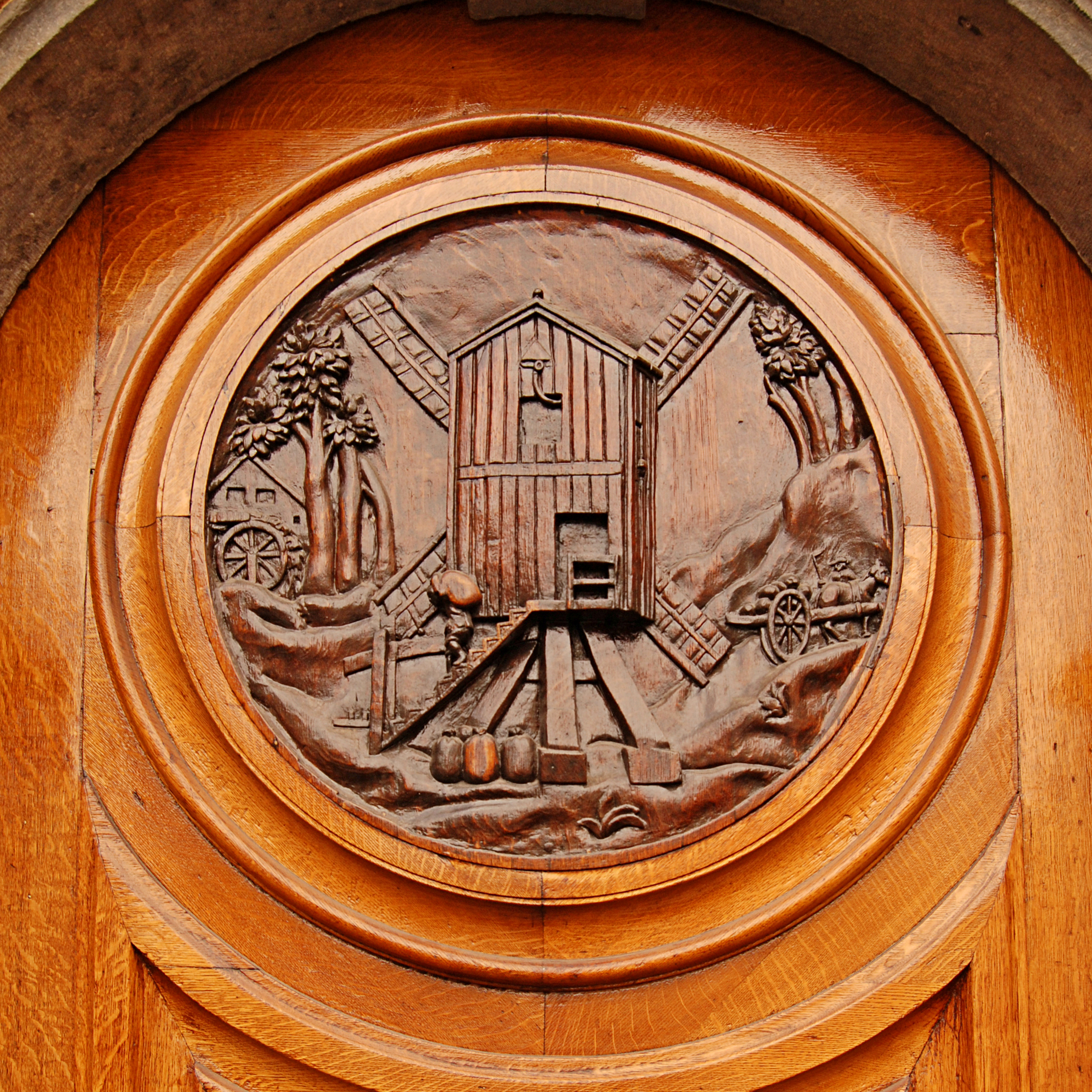
Le moulin à vent gravé sur la porte.
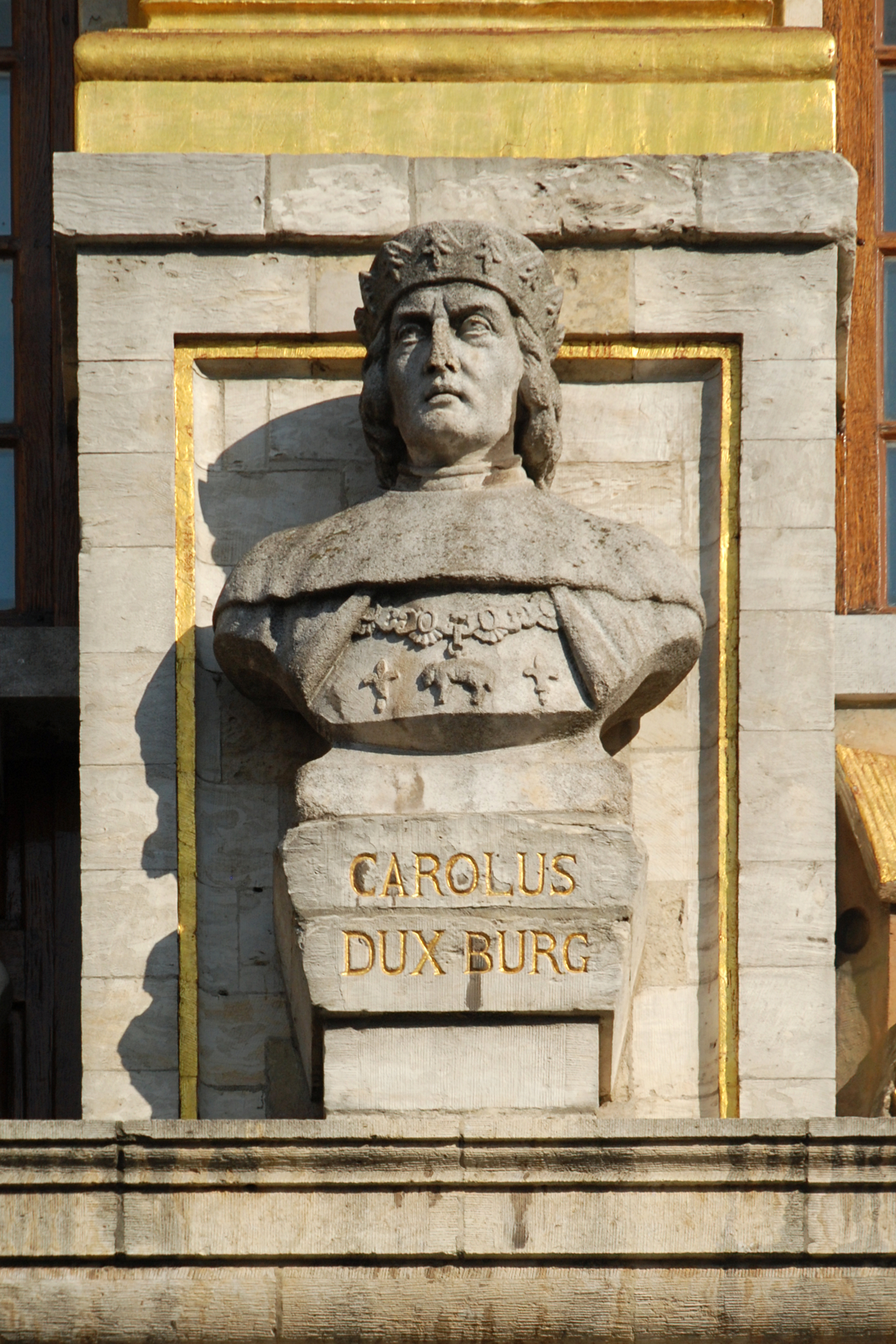
Buste de Charles le Téméraire.
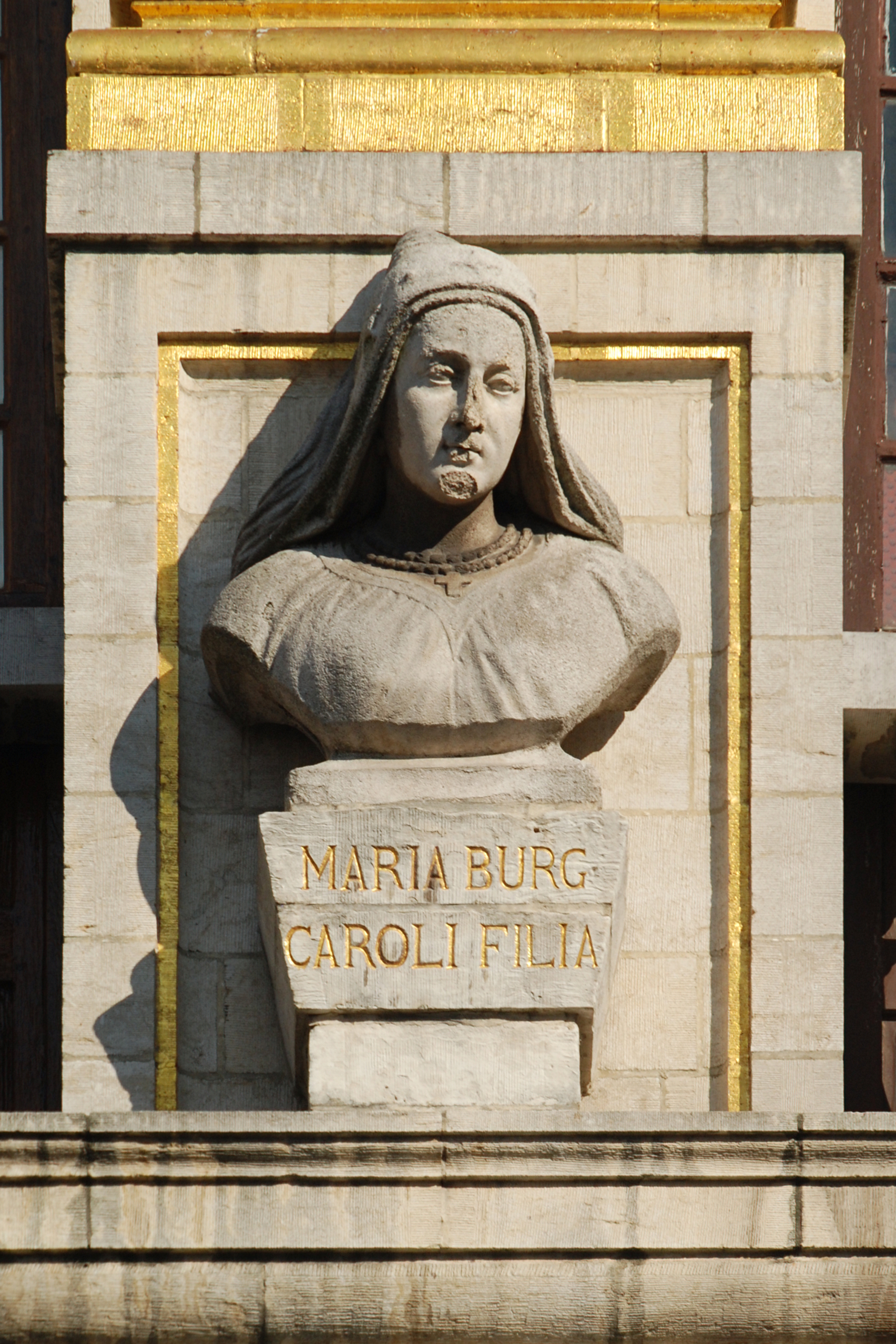
Buste de Marie de Bourgogne.
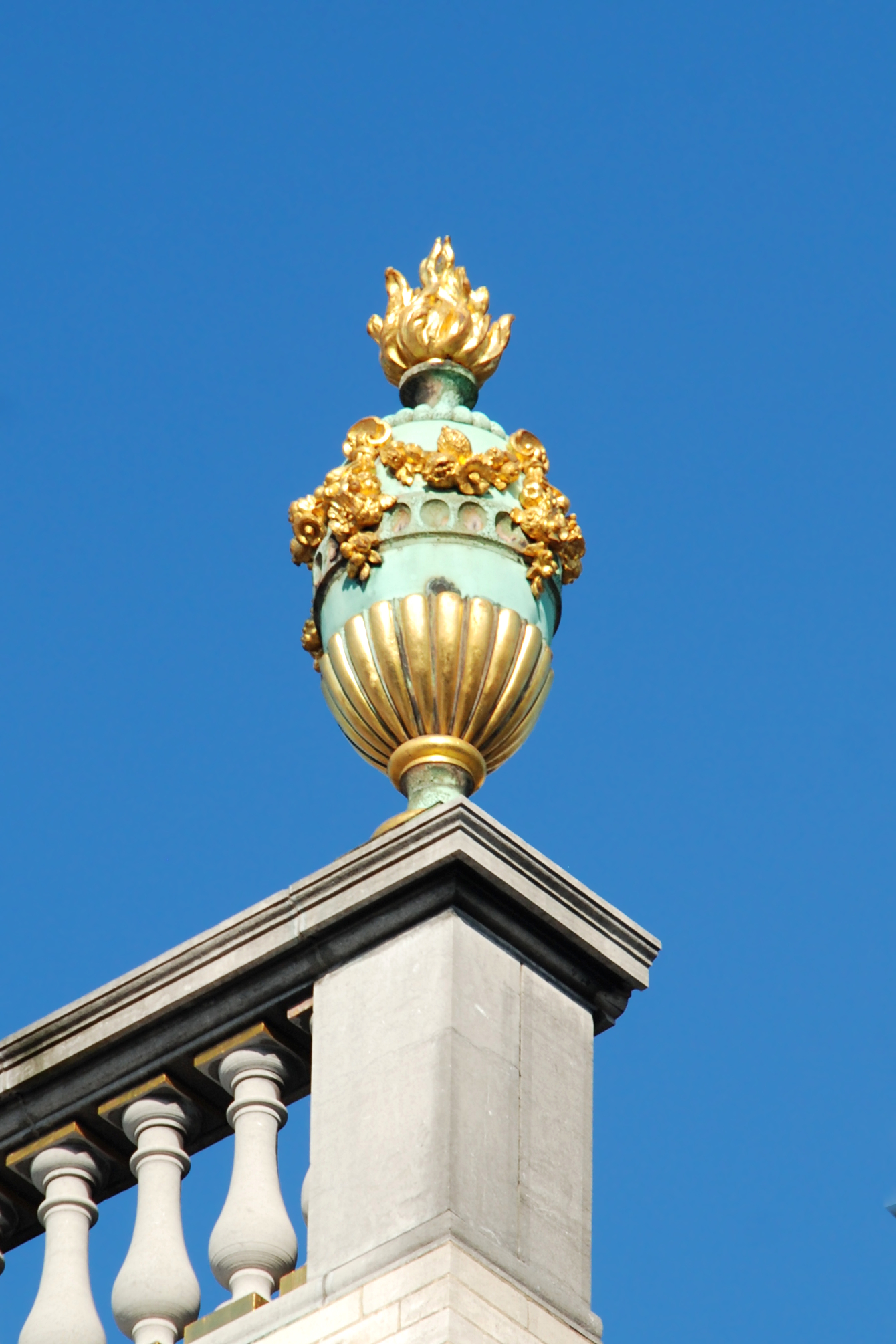
Pot à feu.